# Experimental & Molecular Medicine
Experimental & Molecular Medicine (EMM) es una revista médica mensual de acceso abierto revisada por pares que cubre la bioquímica y la biología molecular . Fundada en 1964 por la  Sociedad Coreana de Bioquímica y Biología Molecular  como la Revista Coreana de Bioquímica o Taehan Saenghwa Hakhoe Chapchi y se publica dos veces al año.  Originalmente estaba en coreano y se convirtió en una revista en inglés en 1975. En 1994, la revista comenzó a publicarse trimestralmente. Obtuvo su nombre actual en 1996, momento en el que también comenzó a publicar bimensualmente, cambiando a mensual en 2009. Es la revista oficial de la Sociedad Coreana de Bioquímica Médica y Biología Molecular . El editor en jefe es Dae-Myung Jue (Universidad Católica de Corea ). Es publicada por Nature Publishing Group. El texto completo de la revista desde 2008 hasta el presente está disponible en PubMed Central.
Según el Journal Citation Reports Science Edition de 2019, el factor de impacto  es 5.418 y la revista ocupa el puesto 13 de 128 en la categoría "Investigación y medicina experimental" 

## Métricas de revista
2022
- Web of Science Group : 8.718
- Índice h de Google Scholar: 91
- Scopus: 11.082